# Kampfanzug

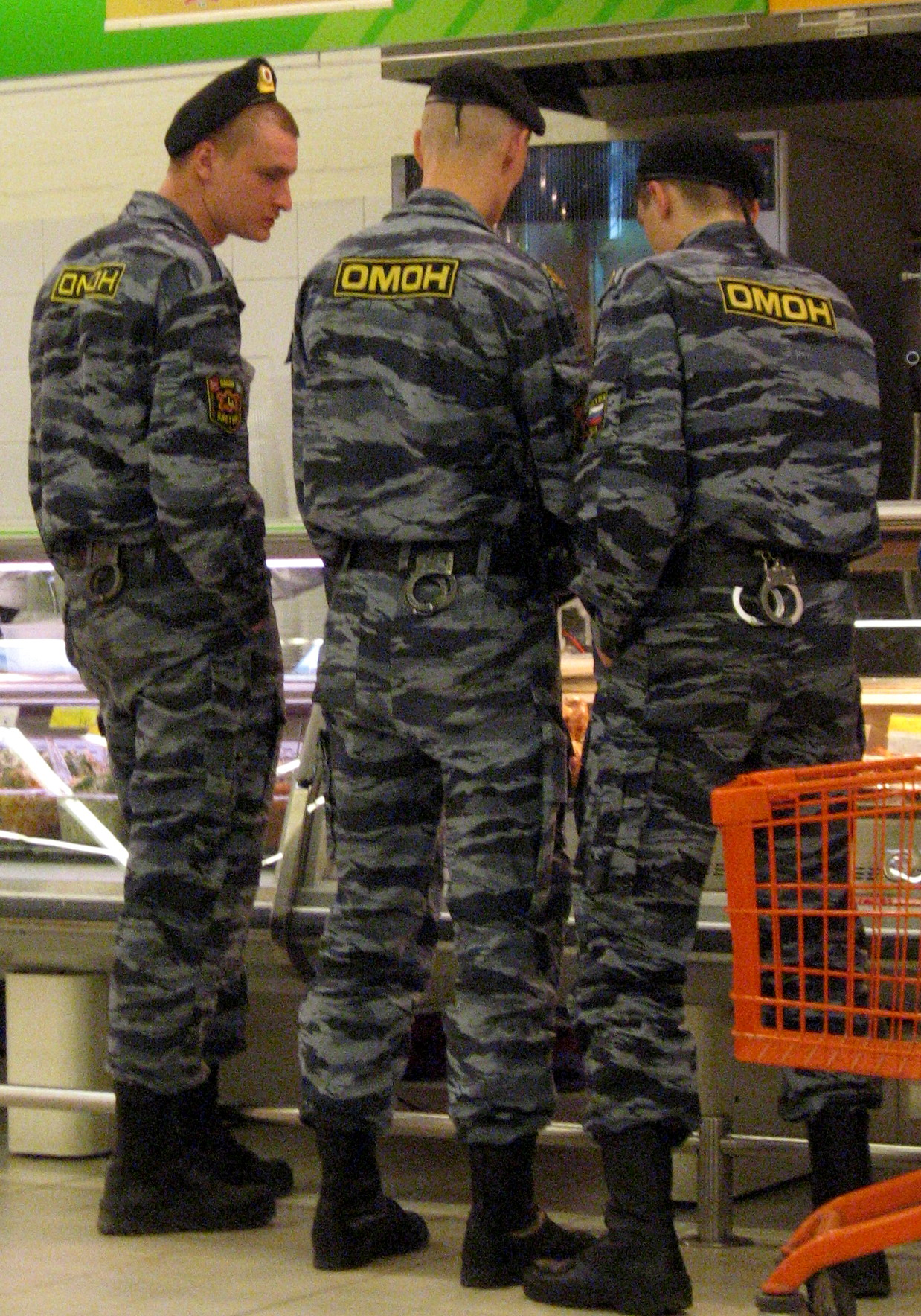
OMON-Angehörige im Kampfanzug

Der Kampfanzug ist beim Militär die für den Einsatz vorgesehene Uniform. Er soll den Träger schützen und in seiner Aufgabe optimal unterstützen. Die Schutzfunktion bezieht sich auf Umwelt- und Umgebungseinflüsse (Kälteschutz, Nässeschutz, Flammschutz usw.) ebenso wie auf Schutz vor Entdeckung (Tarnung) und teilweise auf Schutz vor Kampfeinwirkung (Kleinwaffengeschosse, Granatsplitter).
Der Kampfanzug wird in der Regel je nach Aufgabe, Jahreszeit und Einsatzgebiet angepasst. Der Kampfanzug wird auch bei der entsprechenden Ausbildung getragen.